# Statcast

Statcast標誌

Statcast系統是美國職業棒球大聯盟（MLB）用來分析球員動作和運動能力的一套高速、高準確度自動工具。於2015年在大聯盟全30個球場啟用。

## 使用
每一支MLB球隊皆有一個分析團隊，他們利用Statcast數據取得競爭優勢，所以球隊通常不願意分享他們究竟如何使用這些數字。作為項目更為齊全的新工具，Statcast改變了傳統的測量標準。例如：坦帕灣光芒隊的打者被告知他們將被測量擊出球的脫離速率而不是打擊率。另外，克里斯·布萊恩將他在2016年的進步歸功於休賽期間對擊球角度做的調整。Statcast數據能透過追蹤整季的體能表現預防球員受傷，亦能延伸至全隊。例如分析守備方不同球員的傳球能力，三壘指導教練能決定是否讓跑者選擇進攻本壘，這能降低跑者出局的機率，但有時仍可能造成過分謹慎，使跑者在三壘提前止步，失去放手一搏的機會。
主播利用Statcast來向觀眾說明球員的表現，MLB官方網站的數據頁面就列出選手各方面的優秀成績。

## 歷史
2006年季後賽，MLB啟用一種建立於攝影技術，能測量投出球軌跡、速度、旋轉、變化和位置的PITCHf/x系統，提供客觀的資料。這些資料和統計學結合後就能更有效的衡量投手或打者。 
Statcast首度在MIT史隆運動分析會議公開，贏得2015年會議頒布的最佳分析創新或科技獎項。該系統於2014年設置在三座球場測試，隔年開季即應用於大聯盟全部30座球場。這種技術結合都卜勒雷達和高解析度影像觀測球員在運動場上的各式數據。
2016年賽季MLB電視網開始播送廣播節目「MLB Plus」，其中對於某些特定的賽事會加入Statcast的進階數據分析。
到了2017年，先前的PITCHf/x系統被Statcast取代，成為官方測量投球速度的工具。因為正式的速率數字改為球在飛行中的最大瞬時速率而非離本壘55英尺處，所以球速報告在2016年和2017年有顯著的變化，有些投手的球速變得比過去稍快。

## 測量項目
以下是Statcast相關數據解釋：
投球
- Release：測量投手開始延伸動作至投出球的時間。
- Extension：測量釋放球的位置至投手板的距離。
- Velocity：測量釋放球後至本壘前緣的尖峰速率。
- Perceived velocity：投球速率以MLB投手的平均放球點為準調整。例如同為90英里的球，在54英吋處釋放會比56英吋者來得慢。
- Spin rate：測量從手中釋放時球的轉速。

打擊
- Exit velocity：球脫離球棒時的瞬間速率。
- Launch angle：球脫離球棒時的仰角。
- Vector：將球的水平發射方向分為5部分各18度。
- Hang time：測量球接觸球棒至落地、觸牆或碰觸野手的時間。
- Hit distance：不論結果，計算擊出球的實際落地距離。
- Projected HR distance：估計飛出場外的全壘打落於平地時的距離。

跑壘
- Lead distance：投手因投球或牽制進行揮臂動作時，跑者質心至壘包的距離。
- Secondary lead：投球或牽制中投手釋放球時，跑者質心至壘包的距離。
- First step：打者擊球後至跑者開始向下個壘包移動的時間。
- Stealing first step：投手開始延展動作至跑者發動盜壘的時間。
- Acceleration：打者擊球後至跑者加速至尖峰速率所需的時間。
- Max speed：跑者在移動時的最大速率。
- Dig speed：球棒接觸球至打者到達一壘壘包的時間。
- Extra bases：測量跑者在球棒接觸球後推進複數個壘包的時間（場外全壘打除外）。
- Home run trot：球棒接觸球至打者在全壘打時回到本壘所需時間。

守備
- First step：打者擊球後至野手開始向球移動的時間。
- First step efficiency：一開始向球移動的方向和其軌跡結束點的偏差角度。
- Max speed：守備過程中移動的最大速率。
- Acceleration (outfield)：打者擊球後至野手向落入外野的球加速至尖峰速率所需的時間。
- Total distance：打者擊球後至進行守備野手的移動距離。
- Arm strength：野手傳球的尖峰速率。
- Exchange：野手接觸球至釋放傳球的時間。
- Pop time：測量阻止盜壘或牽制過程中，捕手接球瞬間至傳球，再到野手接球的時間。
- Pivot：雙殺嘗試中，一野手接到球再轉傳所需時間。
- Route efficiency (outfield)：野手的移動距離除以打者擊球後至接觸球進行守備期間的野手直線位移。

## 技術
Statcast系統使用兩架攝影機模擬人類的雙眼視覺，利用深度知覺能夠輕易地分辨場上的運動員，雷達系統則觀測球員的移動路徑和速度等項目。綜合以上兩種工具，各個角度（投球、打擊、守備、跑壘）的許多表現數據都能得到。
一般的大聯盟比賽中，Statcast會產生大約7兆位元組的資料。由於其宗旨為增加觀眾印象和提供有用的選手評估工具，很多蒐集來的資料並不那麼實用，電腦會處理這些訊息再提出當中令人感興趣的部分。
MLB Advanced Media執行長鮑伯·波曼說：「我們已經在科技事業經營13、14年了，首要工作是清楚、快速、準確的掌握眼前的東西，這工程浩大，無法一蹴而就。這個的2.0版本是什麼？我們不一定要先知道它的樣子。我們相信雖然突如其來的事物會困擾你，但是為沒有事先規劃也不壞。我們拿出我們的成果，看看人們喜歡什麼，然後再弄清楚我們希望版本2.0是什麼樣子。」
Statcast使用亞馬遜網路服務系統提供的雲端運算服務。

## 紀錄
賈恩卡洛·斯坦頓以一顆初始速率123.9-英里每小時（199.4-每小時）的滾地球和一支504英尺（154）的全壘打保持Statcast擊出球的最高速率紀錄和最遠全壘打的紀錄。 他亦擊出一支121.7英里每小時（195.9每小時）的全壘打，超越亞倫·賈吉的121.1英里每小時（194.9每小時），是為Statcast觀測到飛行速率最快的全壘打。 最快傳球速率紀錄的保持人是亞倫·希克斯，其數字為105.5英里每小時（169.8每小時）。
2016年，阿羅魯迪斯·查普曼投出一顆105.1英里每小時（169.1每小時）的速球，平了他在2010年創下的MLB最快球速紀錄。至2015年8月止，查普曼已經投出101顆MLB最快的球，導致Statcast必須特地增設能在瀏覽排行榜時忽略其紀錄的功能。2016年，菜鳥莫里西歐·卡布瑞拉的速球達到了103.8英里每小時（167.0每小時），成為查普曼以外的人的最快球速。

## 外部連結
- Statcast排行榜（页面存档备份，存于）（英文）
- Statcast的Twitter（页面存档备份，存于）